# Rendadinho
Rendadinho (Hylophylax poecilinotus) é uma espécie de ave da família Thamnophilidae.
Pode ser encontrada nos seguintes países: Bolívia, Brasil, Colômbia, Equador, Guiana Francesa, Guiana, Peru, Suriname e Venezuela.
Seus habitats naturais são florestas subtropicais ou tropicais húmidas de baixa altitude.